# Kuya Manzano
Kuya Manzano (n. 20 de junio de 1985, Madrid), es un actor y cantante español.

## Biografía
De padre español y madre filipina, en sus primeros años se trasladó junto con sus padres a Filipinas y no regresó a España hasta cumplir 5 años de edad. En Filipinas se matriculó en un colegio especial donde aprende el castellano, lo cual termina siendo su primera lengua materna. 

## Carrera
Kuya ha heredado la influencia artística por la vía materna, no obstante también tiene una larga tradición musical en el teatro anglosajón, lo que le interesó más en el mundo de las tablas. Cuando cumplió los 16 años de edad, se especializa en canto y vocalización con diferentes maestros de música. Tras cumplir la mayoría de edad, firma contratos para trabajar como actor en diferentes eventos empresariales y como cantante profesional, realiza una serie de giras de conciertos de gospell y para realizar presentaciones en espectáculos de Walt Disney. Más adelante, forma parte de la Asociación de Lírica de la casa de Valladolid en Madrid. Donde se especializa en coros líricos y zarzuela, dirigido por la profesora Dolores Marco. También entra a formar parte de la Compañía Lírica Española de Antonio Amengual, en donde incursiona en el elenco titular.
Actualmente se encuentra en Filipinas actuando en TV, cine y teatro como podemos ver en su web.